# Образовање придошлица
Образовање придошлица, односно нових досељеника је специјализована настава избјеглица, миграната, тражилаца азила и имиграната који су се населили у земљи домаћину, са циљем пружања знања и вјештина потребних за интеграцију у земљу уточишта. Образовање је примарни начин на који се новопридошлице могу прилагодити језичком, друштвеном и културном окружењу својих нових заједница. Образовање нових досељеника има за циљ да оснажи новопридошлице осјећајем самоефикасности и друштвене интеграције, као и да им пружи вјештине за тражење посла или високог образовања. Образовање нових досељеника такође има за циљ да помогне у рјешавању трауме, културног шока и других негативних ефеката присилног расељавања. Образовање за новопридошлице може пружити дугорочне изгледе за стабилност појединаца, заједница, земаља и глобалног друштва.

## Позадина
Образовање новопридошлих је потреба са међународним импликацијама. Конвенција UNHCR-а о избјеглицама из 1951. године навела је јавно образовање као једно од основних права избјеглица, наводећи да „основно образовање задовољава хитну потребу [и] школе су најбржи и најефикаснији инструмент асимилације“. Од 2019. године, 149 држава је било потписница овог споразума.
Постоји значајна потешкоћа у добијању укупне процјене броја нових имиграната широм свијета. У 2019. години, УНХЦР је процјенио да у свијету има укупно 26,0 милиона избјеглица и 4,2 милиона тражилаца азила. Од тог укупног броја, 16,2 милиона је поднијело захтјев за азил у земљама уточишта, а 1,1 милион је формално пресељено. Према подацима УН, 2019. године је широм свијета било укупно 22,8 милиона декларисаних нових имиграната. Међутим, нерегуларне или илегалне миграције могу повећати званичне бројке за више од 20 милиона.
Иако је све већи број избјеглица присилно расељених у земље домаћине са надом да ће започети успјешан нови живот, недостатак ресурса и безбројне препреке спречавају многе да напредују у свом образовању. Присилно расељена лица су посебно недовољно заступљена на вишим нивоима образовања. У 2017. години, 61% дјеце избјеглица било је уписано у основну школу, у поређењу са 92% на глобалном нивоу. 23% адолесцената избеглица било је уписано у средње образовање, у поређењу са 84% на глобалном нивоу. У 2016. години, 1% младих избјеглица било је уписано на терцијарни ниво, у поређењу са 34% на глобалном нивоу.

## Изазови и примјери добре праксе
Новопридошли ученици се суочавају са јединственим скупом изазова у учионици. Новопридошлице се суочавају са културним, језичким и друштвеним баријерама у приступу садржају у учионици, као и са академским изазовима разумјевања садржаја и демонстрације савладавања истог. Земље домаћини су обавезне да испуне међународне обавезе да поштују право на образовање за све. Да би обезбједиле ефикасно образовање за новопридошле ученике, школе морају да задовоље скуп широких свеобухватних потреба, као и скуп специјализованих академских потреба специфичних за новопридошле ученике. Новопридошли ученици могу доживјети трауму од силовања, рата, психолошког злостављања, физичког злостављања, занемаривања и присилног расељавања, што утиче на њихове способности учења и на општи развој. Траума намеће изазове у образовању за ове ученике. Препознавање трауме међу новопридошлим ученицима је неопходно да би се разумјела брига заснована на трауми и примјениле праксе наставе засноване на трауми како би се помогло овим ученицима. Ова брига заснована на трауми помера фокус са онога што није у реду са особом на оно што се особи догодило како би се разумјело њено тренутно ментално стање и како то утиче на њу у садашњем тренутку.
Поред тога, насљеђе институционализованог расизма и ксенофобије може се погоршати у случајевима пресељења избјеглица, као што је објашњено теоријом сегментиране асимилације; ова теорија претпоставља да је асимилација избјеглица ограничена постојећим расизмом земље домаћина. То резултира неефикасним образовањем избјеглица и ставља дјецу избеглице у неповољан положај како у њиховом друштвеном тако и у образовном окружењу. Доказано је да боља или потпуна асимилација и интеграција дјеце избјеглица позитивно утиче на њихово образовање и развој.
Образовање и квалитет ресурса са којима се ови ученици избјеглице носе могу потпуно промјенити правац њихових живота. Одређени програми који више подржавају ученике избјеглице и пружају им квалитетно образовање које им је потребно на начин који је посебно прилагођен њима, дају позитивне резултате. Један примјер овога може се идентификовати у студији случаја гдје је млади ученик избјеглица по имену Муса похађао школу са прилагођеним наставним планом и програмом специфичним за избјеглице. У Мусиној школи, која се састојала већином од ученика избјеглица и мањина, утврђено је да су „црни [избеглички] ученици у Мусиној школи имали много веће шансе да дипломирају за четири године него други црни ученици широм града [Њујорка], а школа је његовала тежње ка факултетском и професионалном успјеху.“ Конкретно, када се погледа процентуална разлика између генеричких јавних школа у Њујорку и Мусине специјализоване школе, црни ученици избјеглице имали су 85% веће шансе да дипломирају у поређењу са значајно ниских 60% колико је присутно у другим школама. Школе попут Мусине, које су посебно прилагођене ученицима избјеглицама показале су значајне предности и привлачност у поређењу са „нормалним“ јавним школама. У оквиру оваквог програма, може им се пружити квалитетно образовање које их боље припрема за Америку. Ово је једна од безброј сличних школа у Сједињеним Државама које су посебно осмишљене да подрже ученике избјеглице.
Ови програми су кључни за раст и животе избјеглица у Сједињеним Државама. Иако јавне школе широм Сједињених Држава имају системе који пружају подршку и ресурсе за ове типове ученика, оне теже да потпадају под приступ „једна величина одговара свима“. Међутим, као што се види у другим земљама, „препознајући различите нивое недаћа са којима се ученици суочавају, назвали смо ово троструким недостатком, за који разумемо да можда и даље потцјењује низ искустава и изазова са којима се суочавају породице имиграната и њихова дјеца“. Умјесто класификовања и категоризације избјегличке и новопридошле дјеце у генеричке групе са генерализованим методама подршке, потребни су специјализовани програми за рјешавање специфичних искустава ових ученика. У школама попут Мусине, едукатори могу да проведу више времена препознајући индивидуалне потешкоће ученика и да примјене специјализоване методе образовања и подршке за њих у поређењу са нормалнијим јавним школама. Доказано је да ови програми имају дугорочне позитивне ефекте на животе ових ученика.
Истраживања показују да је рјешавање специфичних потреба ученика избеглица и имиграната, подржавање њиховог учења другог језика кроз персонализованију наставу, прилагођавање наставног плана и програма у учионицама културолошки релевантном и стварање окружења за сарадњу међу ученицима кључно за неговање њиховог академског постигнућа.

### Свеобухватне потребе
Академска истраживања указују на то да новопридошли ученици имају скуп „свеобухватних потреба“ које морају бити задовољене као предуслов за усвајање језика и академски успјех. Ове потребе укључују безбједан смјештај, финансијску подршку, правну помоћ, подршку за ментално здравље и трауму, као и социјалну и акултуролошку подршку. Главни проблеми са којима се суочавају ученици избјеглице односе се на мултикултуралну адаптацију, учење другог језика, трендове процјене и интервенције. Потреба за школским услугама менталног здравља за избјеглице, које су често побјегле из веома трауматских средина, такође је кључна. Академске и каријерне могућности су корисне за ученике избјеглице када се упаре са програмима подршке специфичним за потребе ученика избјеглица и имиграната.
Најбоље праксе за задовољавање свеобухватних потреба укључују двије фазе: уводни период и систем континуиране подршке. Уводни период укључује снажан процес пријема и културне оријентације. Систем континуиране подршке укључује пружање свеобухватних услуга и веза са организацијама заснованим на заједници ван школског контекста.

### Академске потребе
Специјализовани академски програми за нове студенте су корисни за ефикасно усвајање језика и академски успјех. Заштићена настава, интеграција садржаја и флексибилно распоређивање су се показали успјешним у побољшању стопе дипломирања за нове студенте.
Заштићена настава подразумјева смјештање нових ученика у одјељења са часовима са посебно дизајнираним садржајима, обично са мањим бројем ученика у одјељењима и већом наставном подршком. Овај приступ се препоручује новим ученицима са ограниченим вјештинама писмености, посебно онима са делимичним или прекинутим формалним образовањем. Заштићена настава се такође може користити као стратегија за интеграцију нових ученика у формално образовање током прве године или година њиховог образовања, прије него што се придруже ширим програмима учења енглеског као другог језика или часовима опште наставе.
Интеграција садржаја комбинује наставу језика са наставом садржаја на нивоу разреда из математике, науке и хуманистичких наука. Учење садржаја и језика заједно показало се знатно ефикаснијим од учења језика изоловано, а има и додатну предност јер одржава ученике интелектуално ангажованим и на правом путу за завршетак средње школе.
Флексибилан распоред часова и додатно вријеме за учење током вечери, љета и викенда омогућавају новим ученицима са радним или породичним обавезама да остану у школи, као и обезбеђују додатно вријеме за наставу ученицима са прекинутим формалним образовањем.

### Обука наставника
Учитељима новопридошлих ученика потребна је специјализована обука за управљање вишејезичним учионицама и помоћ ученицима којима је потребна психосоцијална подршка.
Истраживања показују да је рјешавање специфичних потреба ученика имиграната, подржавање њиховог учења енглеског језика пружањем персонализованије наставе, прилагођавање наставног плана и програма у учионицама културолошки релевантном и стварање окружења за сарадњу међу ученицима кључно за неговање њиховог академског успјеха. У земљама попут Сједињених Америчких Држава, недостаје културна свијест у већини академских окружења због већински бијеле хомогености наставника. Због тешкоћа њихове ситуације, дјеци избјеглицама и имигрантима потребни су инструктори који не само да имају културну свијест, већ су и образовани о томе како да подучавају преживјеле трауме. То се може постићи само кроз повећане програме обуке учитеља и повећану подршку наставницима који управљају разноликошћу у својим учионицама.
У шест европских земаља, половина учитеља сматра да нема довољно подршке за управљање разноликошћу у учионици. У Сиријској Арапској Републици, 73% анкетираних учитеља није имало обуку за пружање психосоцијалне подршке дјеци. Политике запошљавања и управљања учитељима често преспоро реагују на новонастале потребе. Њемачкој је потребно додатних 42.000 учитеља и васпитача, Турској је потребно 80.000 учитељи, а Уганди је потребно 7.000 учитеља у основним школама да би подучавали све тренутне избјеглице.

### Финансирање
Од 2019. године, приближно 85% избјеглица и 50% имиграната широм свијета живјело је у земљама у развоју. Најмање развијене земље су угостиле 27% избјеглица и 14% имиграната широм свијета. Ове земље често имају лошу образовну инфраструктуру, што представља додатни изазов за образовање избјеглица.
Чак и у развијеним земљама, образовање новопридошлих често није довољно финансирано.

### Програми за новопридошлице у Сједињеним Америчким Државама
Програм за нове досељенике је образовна институција креирана посебно за ученике са ограниченим знањем енглеског језика који су недавно стигли изван Сједињених Америчких Држава у посљедњих годину до три. Програми за нове досељенике нуде безбједан простор за имигранте и избјеглице који су нови у Сједињеним Америчким Државама, гдје фокус може бити на љеговању ученика док се прилагођавају новој школи и уче енглески језик на начин који им није превише тежак. Програми за нове досељенике подржавају ову посебну популацију ученика да напредују у развоју енглеског језика, док истовремено примјењују одговарајуће академске вјештине неопходне за успјех у образовним системима Сједињених Америчких Држава. Квалификације за похађање таквих програма такође укључују почетни испит за пријем у енглески језик. Образовна позадина ученика се разликује у зависности од тога колико образовања на њиховом матерњем језику су стекли. Постоје писмени нови досељеници који долазе са вјештинама еквивалентним нивоу разреда у писмености и академским способностима због школовања на њиховом матерњем језику. Постоје и нови досељеници који долазе са минималним искуством у формалном школовању (ученици са ограниченим формалним школовањем или LMS).[24] Школовање може бити прекинуто, стављајући ученика испод нивоа разреда. Постојећи центри за нове досељенике могу служити ученицима на нивоу основне, средње и више школе.
Организација програма за нове ученике варира. Један примјер програма за нове ученике су Међународне мрежне школе које раде на томе да имигрантима обезбједе школу у којој користе културно и језичко поријекло ученика као окосницу за стварање академски и језички прикладне наставе. Наставни план и програм Међународних школа укључује учење енглеског језика, процјену, стручно учење, управљање и организацију. Да би се ово прилагодило, међународне школе покушавају да интегришу развој језика ангажовањем ученика у „дубље учење“. Дубље учење укључује учење засновано на пројектима, учење засновано на раду и процјену учинка, што омогућава ученицима да уче на персонализован начин. Ово укључује много сарадње у учионици како би се побољшала комуникација ученика и њихове вјештине енглеског језика. Поред приступа у учионици, међународне школе такође укључују „структуре за рјешавање њихових социјалних и емоционалних потреба, укључујући редован приступ социјалним радницима, савјетницима и услугама за обуку“. Приступ настави који се користи у овим школама фокусира се на „плурилингвални“ начин наставе.  Центар за нове ученике је такође допуњен културно одговорном наставом која обухвата све културне карактеристике како би академска настава била аутентична за културно и језички разноврсне (CLD) ученике. Још један примјер програма за нове ученике у САД је онај који се поставља унутар школе на основу локације заједнице гдје је популација нових ученика најраспрострањенија. Програми за нове ученике се такође налазе 1) унутар окружног центра за пријем, 2) који се налазе у подручју подједнако удаљеном од околних школа или 3) у округу који нуди више центара за нове ученике. Насупрот томе, неки школски окрузи широм Сједињених Америчких Држава не нуде програм за нове ученике због недостатка ресурса.

### Програми за новопридошлице у Њемачкој
Немачка влада је осмислила и финансирала добро цењени програм образовања за новопридошле. Избеглице у Немачкој могу да користе бесплатни немачки јавни образовни систем за основно и средње образовање. Програм је посебно познат по свом нагласку на високом образовању. Најновији талас избеглица био је из Сирије и био је млађи од 25 година, од којих је 50.000 искористило прилику за високо образовање у Немачкој. Немачка влада је покренула иницијативу где би се приближно 2.400 избеглица интегрисало на универзитете сваке године и издвојила 110 милиона за трошење између 2015. и 2019. године. Немачка служба за академску размену, коју финансирају савезна министарства, интегрисала је избеглице у студијске програме који су укључивали припремне колеџе и основне курсеве. Јединствена политика коју финансира немачко Савезно министарство просвете је њихов програм „Добродошли студенти који помажу избеглицама“, што је програм менторства који повезује избеглице са локалним универзитетским студентима како би им помогао у језичкој размени и упознао их са културним догађајима. Штавише, програми Фраунхофер-Гезелшафта, Удружења Лајбниц и Друштва Макса Планка нудили су „праксе у трајању до три месеца, позиције истраживачких асистената и могућности за обуку“ за професионални развој. Немачка се не само искључиво фокусира на укључивање избеглица у високошколске просторе, већ се труди и да им помогне да добију професионалне могућности.
Најбоље праксе за задовољавање свеобухватних потреба обухватају две фазе: уводни период и систем континуиране подршке. Уводни период укључује снажан процес пријема и културне оријентације. Систем континуиране подршке подразумева пружање свеобухватних услуга и веза са организацијама заснованим на заједници ван школског контекста.
Пријем подразумева процену језичких способности ученика, њихове образовне историје, породичне ситуације код куће и породичних потреба, као и потреба за физичким и менталним здрављем. Школе могу побољшати такав процес пријема запошљавањем посвећених психијатријских социјалних радника који ће помоћи у проценама, као и упућивањем на ресурсе заједнице и праћењем породица након завршетка процеса пријема. Такође се показало да социјални радници играју виталну улогу у олакшавању социјалне инклузије у образовним установама. Кроз своје јединствене везе са личним, академским и породичним животом ученика, ови радници могу да се залажу за њих кроз подржавајуће саветовање, функције заступања политика у њиховим школама и заједницама и управљање случајевима.
Културна оријентација на школски живот укључује формална објашњења очекивања и захтева, као и текуће неформалне разговоре са вршњацима или администраторима. Оријентација је посебно важна за ученике са ограниченим или прекинутим формалним образовањем, јер можда не разумеју културна и бихевиорална очекивања школског окружења. Током овог процеса важно је увести културно специфичне начине размишљања о образовању. У западном свету, то укључује разумевање нагласка који се ставља на индивидуална академска постигнућа и „посматрање учења као темеља за будуће учење [...], а не само као алата за практичну употребу“.
Континуирана подршка подразумева пружање свеобухватних услуга, као што су клинике за физичко и ментално здравље на лицу места, системи ресторативне правде, саветовање на факултетима, непрофитне правне услуге, ваннаставно ангажовање студената и тимови за реаговање на трауме. Често школе сарађују са организацијама у заједници како би осигурале ефикасно задовољавање ових потреба.
Траума насилних искустава и процеса пресељења, сиромаштво и огорченост са којима се суочавају школски другови и ученици доводе до образовних недостатака који се не могу у потпуности решити само обезбеђивањем академских ресурса. Школске администрације морају користити свеобухватан приступ заснован на заједници када се баве потребама избеглица и ученика имиграната.

#### Фокус на наставу писмености
Основни циљ је да се нови ученици уроне у квалитетан програм писмености који подстиче успјех и у усменом језику и у развоју енглеског језика у области писмености. За разлику од изворног говорника енглеског језика који почиње са наставом писмености у нижим разредима основне школе, уобичајено је да нови ученици први пут упознају енглески језик по уласку у програм за нове ученике. Да би потврдио ову поенту, Алфред Скифини (2002) се фокусирао на писменост ове специфичне популације и наводи да ученици енглеског језика (ELL) морају имати фокус који је „систематичан, експлицитан и усмјерен на дијагностиковане потребе“, како је презентовао на Националној конференцији о програмима за нове ученике. У говору је истакнуто како програм писмености за нове ученике пружа специјализовану наставу засновану на потребама ученика у оквиру програма како би се обезбједила смислена и одговарајућа настава.
Да би се спровео програм усмјерен на писменост, Кустодио предлаже да постоји одабрани скуп елемената које треба размотрити, тачније четрнаест. Четрнаест компоненти које Кустодио (2011) истиче у свом тексту могу допунити програм за нове чланове, а креирала их је Гејл Томпкин (2003). Ове компоненте су сумиране као:
1) Учење основних вјештина читања
2) Учење ријечи које се често користе
3) Примјена разумјевања вокабулара
4) Укључивање активности читања и писања које побољшавају течност и разумјевање
5) Преплитање слушања, говора, читања и писања истовремено
6) Учење стратегија учења и изградња позадине за помоћ у разумјевању
7) Укључивање визуелне стратегије графичких организатора
8) Коришћење различитих жанрова
9) Укључивање рутинских активности читања и писања
10) Укључивање активности у учионици по избору ученика
11) Примјена скела за писање
12) Упознавање ученика са карактеристикама уџбеника и техникама учења
13) Усмјеравање нових ученика на ресурсе на нивоу садржаја на нивоу разреда ученика
14) Подршка у континуираном академском и језичком развоју ученика
Горе наведене компоненте пружају корисне смјернице за учитеље и особље који уче енглески језик као први језик, а спровођење програма помаже новим ученицима да напредују и развијају се у свом развоју енглеског језика. Кустодио (2011) наставља да истиче важност снажног програма писмености за нове ученике. Импликације таквог програма могу покренути нове ученике од „предписмености до тачке течног говора и разумјевања белетристике и публицистике на нивоу разреда“ (стр. 59).
Поред ових компоненти, могу се узети у обзир и други критеријуми: матерњи језик и култура ученика, ограничене способности усменог говора и избор диференцираног наставног плана и програма.
Наставна пракса заснована на трауми
Дјеца и млади који су дошли често доживљавају трауму, било да је психолошка или физичка. Различита искуства са којима се суочавају новопридошли значајно утичу на њихове способности учења у школи и интеракције са другима. Због природног стања расељености које новопридошли доживљавају док бјеже из својих матичних земаља, њихово учење је поремећено, а њихова миграција у нову земљу долази са многим изазовима. Од новопридошлих ученика се очекује да се аклиматизују, уче нове језике и постижу добре резултате док доживљавају трауму. Наставници проводе значајну количину времена са својим ученицима, а осигуравање да су опремљени да помогну својим ученицима је кључно и корисно за ученике. Разумјевање и подржавање потреба својих ученика применом пракси заснованих на трауми може ублажити неке од притисака које новопридошла дјеца доживљавају и створити сигурно мјесто за њихов опоравак. Оквир ARC користи стратегије за рјешавање проблема трауме. Акроним означава везаност (attachment), регулацију (regulation) и компетентност (competency), три кључне компоненте за опоравак од трауме. Оквир је водич за учитеље за подршку својим ученицима који имају трауматску прошлост. Оквир ARC је примењен на средњу школу у Канади гдје је више деце у учионици новопридошло. Након примјене ARC оквира и пракси заснованих на трауми, учитељи су изјавили да се осјећају боље опремљеним да помогну својим ученицима.